# 친일반민족행위 195인 명단
친일반민족행위 195인 명단(親日反民族行爲195人名單)은 2007년 12월 6일 대한민국의 대통령 소속 친일반민족행위진상규명위원회(반민규명위, 위원장 성대경)가 노무현 대통령과 국회에 보고한 일제강점기 중기 친일반민족행위 관련자 195명에 관한 명단이다. 

## 안내
- 이 명단은 반민규명위가 3·1 운동 이후 일제가 민족분열정책을 펼친 이른바 '문화정치기'에 일제에 협력한 인물들에 역점을 두고 조사하여 친일반민족행위자로 확정한 사람들이다.
- 단, 지금까지 조사된 내용이라 하더라도 법적으로 이의신청기간이나 심의, 의결 과정 중에 있는 경우 누락되었다. 이 경우 다음 연도 조사보고서에 수록될 예정이다. 이번 조사보고서에도 전년도 조사보고서에서 누락되었던 인물이 포함되어 있다.
- 조사 대상은 1919년 3·1 운동부터 1937년 중일 전쟁 발발까지 활동했던 인물이며, 5개 부문, 17개 분야로 구분된다.

## 명단

### 정치 부문 (80명)

#### 매국 (2명)
| - 송병준 (宋秉畯) | - 이지용 (李址鎔) |  |

#### 수작 (29명)
| - 김병익 (金炳翊) - 김영철 (金永哲) - 김종한 (金宗漢) - 김춘희 (金春熙) - 민상호 (閔商鎬) - 민영규 (閔泳奎) - 민영기 (閔泳綺) - 민영린 (閔泳璘) - 민영휘 (閔泳徽) - 민형식 (閔炯植) - 박기양 (朴箕陽) | - 박용대 (朴容大) - 박제빈 (朴齊斌) - 성기운 (成岐運) - 윤택영 (尹澤榮) - 이근상 (李根湘) - 이근호 (李根澔) - 이완용 (李完鎔) - 이용태 (李容泰) - 이윤용 (李允用) - 이재각 (李載覺) - 이재극 (李載克) | - 이재완 (李載完) - 이정로 (李正魯) - 이하영 (李夏榮) - 장석주 (張錫周) - 조동윤 (趙東潤) - 조민희 (趙民熙) - 조희연 (趙羲淵) |

#### 습작 (3명)
| - 고희경 (高羲敬) | - 권태환 (權泰煥) | - 장인원 (張寅源) |

#### 중추원 (46명)
| - 강병옥 (康秉鈺) - 김교성 (金敎聲) - 김명규 (金命圭) - 김연상 (金然尙) - 김영한 (金榮漢) - 김제하 (金濟河) - 김준용 (金準用) - 김필희 (金弼熙) - 김현수 (金顯洙) - 김희작 (金熙綽) - 나수연 (羅壽淵) - 남규희 (南奎熙) - 노창안 (盧蒼顔) - 박봉주 (朴鳳柱) - 박승봉 (朴勝鳳) - 박이양 (朴彛陽) | - 박제환 (朴齊瓛) - 박흥규 (朴興奎) - 박희양 (朴熙陽) - 방인혁 (龐寅赫) - 송지헌 (宋之憲) - 신석우 (申錫雨) - 신응희 (申應熙) - 신태유 (申泰游) - 오재풍 (吳在豊) - 유빈겸 (兪斌兼) - 유흥세 (柳興世) - 윤정현 (尹定鉉) - 이건춘 (李建春) - 이기승 (李基升) - 이도익 (李度翼) | - 이만규 (李晩奎) - 이택현 (李澤鉉) - 이항직 (李恒稙) - 정동식 (鄭東植) - 정병조 (鄭丙朝) - 정재학 (鄭在學) - 정진홍 (鄭鎭弘) - 조병건 (趙秉健) - 조영희 (趙英熙) - 천장욱 (千章郁) - 최석하 (崔錫夏) - 피성호 (皮性鎬) - 한상봉 (韓相鳳) - 허진 (許璡) - 현은 (玄檃) |

### 통치 기구 부문 (48명)

#### 관료 (14명)
| - 강필성 (姜弼成) - 고희준 (高羲駿) - 김기영 (金璣泳) - 김서규 (金瑞圭) - 백낙삼 (白樂三) | - 석진형 (石鎭衡) - 양재하 (楊在河) - 윤태빈 (尹泰彬) - 이규완 (李圭完) - 이두황 (李斗璜) | - 이범래 (李範來) - 이승칠 (李承七) - 조병교 (趙秉敎) - 최정덕 (崔廷德) |

#### 사법 (6명)
| - 김응준 (金應駿) - 박만서 (朴晩緖) | - 박제선 (朴齊璿) - 이명섭 (李明燮) | - 전병하 (全炳夏) - 홍승근 (洪承瑾) |

#### 군인·헌병 (9명)

##### 군인 (6명)
| - 김기원 (金基元) - 김응선 (金應善) | - 박두영 (朴斗榮) - 어담 (魚潭) | - 이응준 (李應俊) - 조성근 (趙性根) |

##### 헌병 (3명)
| - 심의진 (沈宜震) | - 이용원 (李容洹) | - 조성엽 (趙成曄) |

#### 경찰·밀정 (19명)

##### 경찰 (16명)
| - 강인수 (姜寅秀) - 계란수 (桂蘭秀) - 고피득 (高彼得) - 김극일 (金極一) - 김윤복 (金允福) - 김태석 (金泰錫) | - 김해룡 (金海龍) - 류창렬 (柳昌烈, 유창렬(柳昌烈)) - 박정순 (朴正純) - 양성순 (梁星淳) - 유승운 (劉承雲) | - 은한섭 (殷漢燮) - 정인하 (鄭寅夏) - 조진호 (趙振浩) - 조희창 (趙熙彰) - 진용섭 (陳瑢燮) |

##### 밀정 (3명)
| - 배정자 (裵貞子) | - 선우갑 (鮮于甲) | - 선우순 (鮮于(金+筍)) |

### 경제ㆍ사회 부문 (14명)

#### 경제 (6명)
| - 김영택 (金泳澤) - 박경석 (朴經錫) | - 방규환 (方奎煥) - 예종석 (芮宗錫) | - 장홍식 (張弘植) - 홍충현 (洪忠鉉) |

#### 교육 (1명)
- 현헌 (玄櫶)

#### 정치·사회 단체 (7명)
| - 김재곤 (金載坤) - 박기순 (朴基順) - 박영래 (朴榮來) | - 유두환 (柳斗煥) - 윤시병 (尹始炳) | - 윤필오 (尹弼五) - 조희붕 (趙羲鵬) |

### 문화 부문 (16명)

#### 학술 (2명)
| - 유맹 (劉猛) | - 유정수 (柳正秀) |  |

#### 언론 (8명)
| - 김선흠 (金善欽) - 김환 (金丸) - 민원식 (閔元植) | - 송순기 (宋淳夔) - 이기세 (李基世) - 이익상 (李益相) | - 정우택 (鄭禹澤) - 홍승구 (洪承耉) |

#### 종교 (6명)

##### 불교 (3명)
| - 강대련 (姜大蓮) | - 곽법경 (郭法鏡) | - 이회광 (李晦光) |

##### 유교 (3명)
| - 김완진 (金完鎭) | - 어윤적 (魚允迪) | - 정봉시 (鄭鳳時) |

### 해외 (37명)

#### 중국 지역 (33명)

##### 중국 지역 경찰 (2명)
| - 이경재 (李庚在) | - 현시달 (玄時達) |  |

##### 중국 지역 단체 (31명)
| - 강현묵 (姜鉉默) - 김경환 (金景煥) - 김동렬 (金東烈) - 김동한 (金東漢) - 김명여 (金鳴汝) - 김송렬 (金松烈) - 김여백 (金汝伯) - 김영수 (金榮秀) - 김용국 (金用國) - 김유영 (金裕泳) - 김은성 (金殷盛) | - 박봉순 (朴逢舜) - 박원식 (朴元植) - 백형린 (白衡璘) - 손지환 (孫枝煥) - 엄주익 (嚴柱翊) - 유중희 (柳重熙) - 이경빈 (李京彬) - 이동성 (李東成) - 이완구 (李完求) - 이인수 (李寅秀) | - 이정근 (李貞根) - 이해수 (李海秀) - 이희덕 (李熙悳) - 장지량 (張之亮) - 주림 (朱林) - 최정규 (崔晶圭) - 한영휘 (韓英輝) - 허기락 (許基洛) - 허기열 (許基烈) - 허진성 (許鎭星) |

#### 일본 지역 (4명)
| - 박춘금 (朴春琴) - 이기동 (李起東) | - 이선홍 (李善洪) | - 홍준표 (洪埈杓) |

## 같이 보기
- 대한민국 정부 발표 친일반민족행위자 명단
- 친일반민족행위 106인 명단
- 친일반민족행위 705인 명단
- 대한민국 정부 발표 친일반민족행위자 명단 - 정치
- 대한민국 정부 발표 친일반민족행위자 명단 - 통치 기구
- 대한민국 정부 발표 친일반민족행위자 명단 - 경제·사회
- 대한민국 정부 발표 친일반민족행위자 명단 - 문화
- 대한민국 정부 발표 친일반민족행위자 명단 - 해외